# 1799 en science
| Années de la science : 1796 - 1797 - 1798 - 1799 - 1800 - 1801 - 1802    |
| Décennies de la science : 1760 - 1770 - 1780 - 1790 - 1800 - 1810 - 1820 |

Cet article présente les faits marquants de l'année 1799 en science.

## Événements

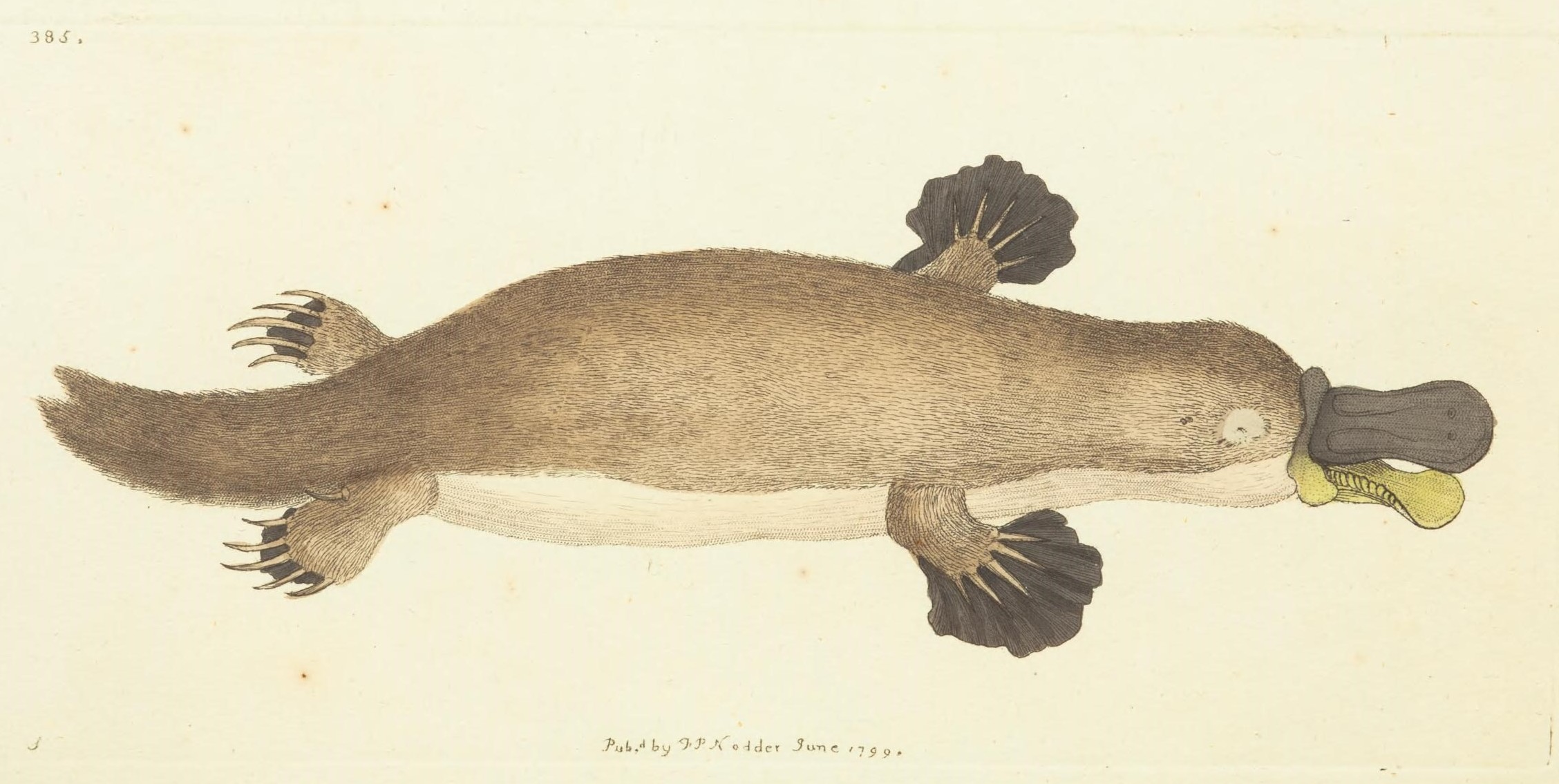
Première description de l'ornithorynque.

- 18 janvier : l'inventeur français Louis Nicolas Robert dépose un brevet pour une machine à produire du papier en continu[1].
- 9 mars : première réunion des fondateurs de la Royal Institution en Grande-Bretagne[2].
- 11 avril : dans une lettre à William Nicholson, le chimiste britannique Humphry Davy annonce les propriétés anesthésiques de l'oxyde nitreux (gaz hilarant)[3].
- 22 juin : présentation au Corps législatifs du Directoire du mètre étalon par les savants Méchain et Delambre, déposé aux Archives. Il est adopté définitivement par la loi du 19 frimaire an VIII (10 décembre)[4].
- Juin :
  - début de la publication du Philosophical Magazine, revue scientifique britannique éditée par Alexander Tilloch et Richard Taylor[5].
  - George Kearsley Shaw fait dans le Naturalist’s Miscellany la première description de l'ornithorynque, qu'il baptise platypus anatinus, découvert l'année précédente en Australie[6].
- 16 juillet : 
  - démonstration définitive du théorème fondamental de l'algèbre par Carl Friedrich Gauss lors de sa soutenance de thèse à l'Université d'Helmstedt[7].
  - Alexander von Humboldt et Aimé Bonpland abordent à Cumaná au Venezuela et commencent leur exploration du continent sud-américain (fin en 1804)[8].

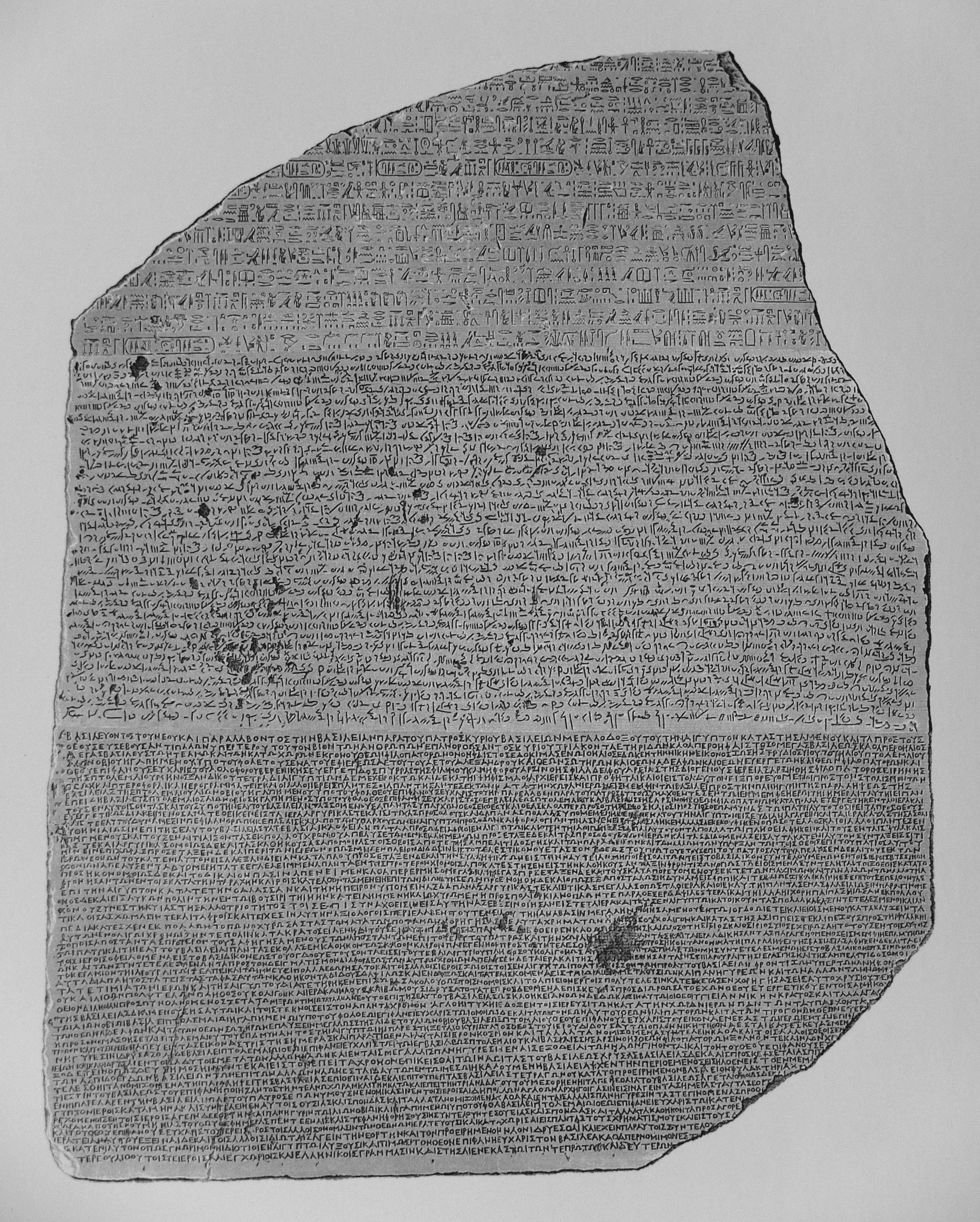
La pierre de Rosette, gravure publiée en 1822 dans Description de l’Égypte selon un dessin de Jomard.

- 19 juillet : découverte dans le delta du Nil de la pierre de Rosette, clé du déchiffrement des hiéroglyphes[9].

- 28 septembre : Philippe Lebon obtient un brevet pour son invention de la thermolampe, dispositif d'éclairage au gaz de bois[10].

- 19 décembre : Maria Dalle Donne soutient sa thèse de doctorat à l'université de Bologne et devient la première femme docteur en médecine en Italie[11].

- Un mammouth congelé vieux de 33 000 ans est retrouvé dans le delta de la Léna en Russie. Le squelette du mammouth d'Adams est collecté en 1806 par le botaniste allemand Mikhail Adams [12].

- Le chimiste britannique Joseph Priestley découvre l'oxyde carbonique[13].
- Travaux sur la liquéfaction de l’ammoniac de Guyton de Morveau[14].
- Le géomètre anglais William Smith établit une carte géologique manuscrite en couleur des environs de Bath[15].

- Le mathématicien William Wallace mentionne pour la première fois le concept de droite de Simson[16].

## Publications
- Thomas Beddoes : Contributions to Physical and Medical Knowledge, principally from the West of England. Dans cet essai (p. 4), Beddoes est le premier à employer le terme de biologie dans son acception moderne[17].

- Xavier Bichat : Traité des membranes en général et de diverses membranes en particulier.
- Jacques-Julien Houtou de La Billardière : Relation du voyage à la recherche de La Pérouse.
- Thomas Jefferson : A memoir on the discovery of certain bones ofa quadruped of the clawed kind in the Western parts of Virginia, publié dans les Transactions of the American Philosophical Society. Il décrit un Mégalonyx, paresseux géant fossile[18].

- Pierre Simon de Laplace : Traité de mécanique céleste (5 vol., 1799-1825).
- Paolo Ruffini : Teoria generale delle equazioni, in cui si dimostra impossibile la soluzione algebraica delle equazioni generali di grado superiore al quarto, Bologne, 1799. Première expression du théorème d'Abel-Ruffini.

- Début de la publication à Berlin des Annalen der Physik, la plus ancienne revue scientifique de physique.

## Prix
- Médailles de la Royal Society
  - Médaille Copley : John Hellins (en)

## Naissances

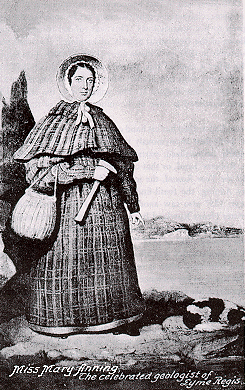
Mary Anning

- 1er janvier : André Jean Baptiste Robineau-Desvoidy (mort en 1857), médecin, entomologiste et géologue français.
- 6 janvier : Robert Hay (mort en 1863), égyptologue écossais.
- 10 janvier : Petrache Poenaru (mort en 1875), pédagogue, ingénieur et mathématicien roumain. Il est l'inventeur du stylo-plume.
- 6 février : George Arnott Walker Arnott (mort en 1868), botaniste écossais.
- 9 février : Édouard Malingié (mort en 1852), pharmacien français[19].
- 19 février : Ferdinand Reich (mort en 1882), chimiste allemand.
- 26 février : Émile Clapeyron (mort en 1864), physicien français.
- 19 mars : William Rutter Dawes (mort en 1868), astronome britannique.
- 22 mars : Friedrich Wilhelm Argelander (mort en 1875), astronome prussien.
- 13 avril : Fortuné Landry (mort en 1895), mathématicien français.
- 25 avril : Jean-Baptiste Bouillet (mort en 1878), géologue, banquier et ethnographe français[20].
- 12 mai : William Gossage (mort en 1877), chimiste, industriel et inventeur anglais.
- 21 mai : Mary Anning (morte en 1847), collectionneuse de fossiles et paléontologue britannique.
- 27 mai : Bernard-Jacques-Joseph-Maximilien de Ring (mort en 1873), archéologue, dessinateur et historien franco-allemand.
- 17 juin : Jean-Baptiste Alphonse Dechauffour de Boisduval (mort en 1879), médecin, entomologiste et botaniste français.
- 18 juin : William Lassell (mort en 1880), astronome britannique.
- 25 juillet : David Douglas (mort en 1834), botaniste américain.
- 11 août :
  - Joachim Barrande (mort en 1883), géologue et paléontologue français.
  - William Keating (mort en 1844), géologue américain.
- 27 août : Césaire Nivière (mort en 1879), agronome français.
- 8 septembre : James Bowman Lindsay (mort en 1862), inventeur écossais.
- 23 septembre : Charles Jean-Baptiste Amyot (mort en 1866), juriste et entomologiste français.
- 18 octobre : Christian Schönbein (mort en 1868), chimiste allemand puis suisse.
- 20 octobre : Heinrich Christian Macklot (mort en 1832), naturaliste allemand.
- 30 décembre : Camille-Christophe Gerono (mort en 1891), mathématicien français[21].

## Décès

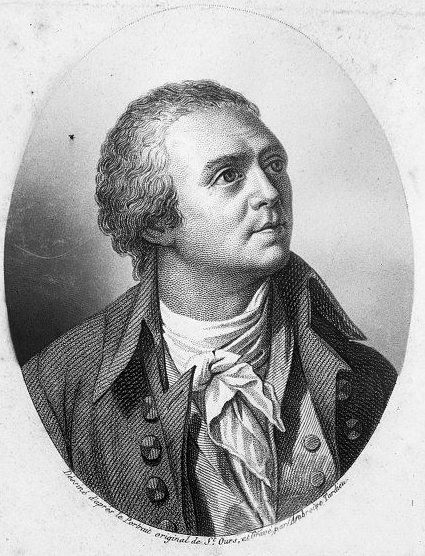
Horace Bénédict de Saussure

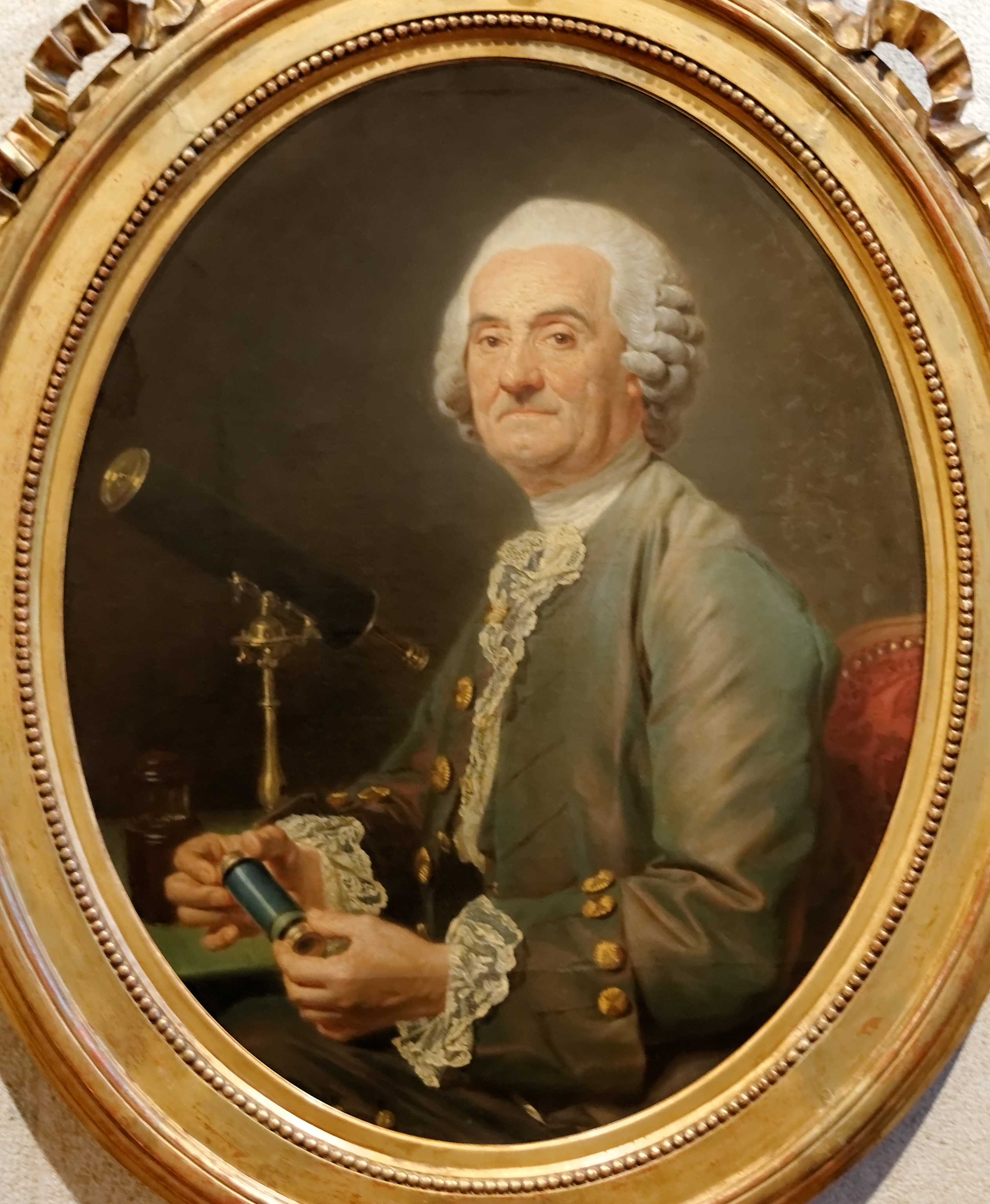
Pierre Charles Le Monnier.
Portrait par Nicolas-Bernard Lépicié (v. 1777).
Musée Calouste Gulbenkian de Lisbonne.

- 9 janvier : Maria Gaetana Agnesi (née en 1718), mathématicienne et philosophe italienne.
- 22 janvier : Horace Bénédict de Saussure (né en 1740), naturaliste et géologue genevois.

- 12 février : Lazzaro Spallanzani (né en 1729), biologiste italien.
- 18 février : Johannes Hedwig (né en 1730), botaniste allemand.
- 19 février : Jean-Charles de Borda, (né en 1733), mathématicien, physicien, politologue et marin français.
- 24 février : Georg Christoph Lichtenberg (né en 1742), philosophe, écrivain et physicien allemand.

- 3 avril : Pierre Charles Le Monnier (né en 1715), astronome français.
- 30 avril : Jean Goulin (né en 1728), encyclopédiste et professeur d’histoire médicale à l’École de médecine de Paris[22].

- 26 mai : James Burnett, lord Monboddo (né en 1714), philosophe et philologue écossais.

- 23 juin : Antoine Deparcieux (né en 1753), mathématicien français[23].
- 25 juin : Goryu Asada (né en 1734), astronome japonais.
- 26 juin : Pierre-Jacques Willermoz (né en 1735), médecin et chimiste français.

- 6 juillet : Nicolas-François Rougnon (né en 1727), médecin français. Il a décrit en 1768 l'angine de poitrine[24].
- 21 juillet : Dominique Chaix (né en 1730), botaniste et prêtre français.
- 22 juillet : Jean-Jacques Filassier (né en 1745), agronome et homme politique français.

- 6 août : Marcus Élieser Bloch (né en 1723), médecin et naturaliste allemand.

- 6 octobre : William Withering (né en 1741), médecin et botaniste britannique.
- 17 octobre : Louis Claude Cadet de Gassicourt (né en 1731), chimiste et pharmacien français.

- 6 décembre : Joseph Black (né en 1728), chimiste et physicien écossais, découvreur du dioxyde de carbone.
- 18 décembre : Jean-Étienne Montucla (né en 1725), mathématicien français.
- 31 décembre : Louis Jean-Marie Daubenton (né en 1716), naturaliste français.